# Tenkodogo (département)
Pour le village chef-lieu, voir Tenkodogo.
Tenkodogo est un département et une commune urbaine du Burkina Faso situé dans la province du Boulgou et la région du Centre-Est.
En 2003, le département comptabilisait 113 716 habitants.
En 2006, il comptabilisait 124 985 habitants.

## Villages
Le département et la commune urbaine de Tenkodogo est administrativement composé d'une ville chef-lieu homonyme, également chef-lieu de la province et de la région (données de population estimées en 2003, consolidées issues du recensement général de 2006) :
- Tenkodogo , subdivisée en 6 secteurs urbains (totalisant 39 693 habitants estimés en 2003, 44 491 habitants en 2006)

- Secteur 1 (9 946 habitants en 2006)
- Secteur 2 (6 429 habitants en 2006)
- Secteur 3 (5 642 habitants en 2006)
- Secteur 4 (2 995 habitants en 2006)
- Secteur 5 (9 302 habitants en 2006)
- Secteur 6 (10 177 habitants en 2006)

et 83 villages ruraux (totalisant 80 494 habitants en 2006) :
- Bado (749 habitants en 2003, 799 habitants en 2006)
- Balémé (455 habitants en 2003, 777 habitants en 2006)
- Bampéla (635 habitants en 2003, 676 habitants en 2006)
- Basbédo (951 habitants en 2003, 1 513 habitants en 2006)
- Baskouré (446 habitants en 2003, habitants en 2006)
- Bassaré (669 habitants en 2003, 651 habitants en 2006)
- Belcé (428 habitants en 2003, 521 habitants en 2006)
- Bidiga (ou Bissiga) (764 habitants en 2003, 585 habitants en 2006)
- Bissiga Dé Gando (ou Bissiga de Gando) (279 habitants en 2003, 278 habitants en 2006)
- Boura (972 habitants en 2003, 1 193 habitants en 2006)
- Cella (1 731 habitants en 2003, 1 986 habitants en 2006)
- Cella Dé Loanga (ou Cella de Loanga) (421 habitants en 2003, 387 habitants en 2006)
- Dazé (254 habitants en 2003, 686 habitants en 2006)
- Donséné (166 habitants en 2003, 347 habitants en 2006)
- Donséné-Yarcé (492 habitants en 2003, 220 habitants en 2006)
- Doubguin-Ouantanghin (1 739 habitants en 2003, 2 179 habitants en 2006)
- Douré (319 habitants en 2003, 477 habitants en 2006)
- Gambaghin (987 habitants en 2003, 1 137 habitants en 2006)
- Gando I (432 habitants en 2003, 352 habitants en 2006)
- Gando II (398 habitants en 2003, 349 habitants en 2006)
- Gaskom (472 habitants en 2003, 408 habitants en 2006)
- Gouni-Peulh (327 habitants en 2003, 487 habitants en 2006)
- Guella (706 habitants en 2003, 655 habitants en 2006)
- Kabri (662 habitants en 2003, 684 habitants en 2006)
- Kampoaga (3 705 habitants en 2003, 5 037 habitants en 2006)
- Kassougou (314 habitants en 2003, 323 habitants en 2006)
- Koama (745 habitants en 2003, 733 habitants en 2006)
- Koknoghin (796 habitants en 2003, 428 habitants en 2006)
- Kokoaga-Ouest (789 habitants en 2003, 765 habitants en 2006)
- Kou (678 habitants en 2003, 593 habitants en 2006)
- Koughin (678 habitants en 2003, 477 habitants en 2006)
- Labrétenga (576 habitants en 2003, 167 habitants en 2006)
- Lebcé (298 habitants en 2003, 286 habitants en 2006)
- Léda (1 591 habitants en 2003, 1 903 habitants en 2006)
- Loanga (2 580 habitants en 2003, 3 139 habitants en 2006)
- Loanga-Peulh (840 habitants en 2003, 38 habitants en 2006)
- Loukou (1 991 habitants en 2003, 2 257 habitants en 2006)
- Loukou-Peulh (147 habitants en 2003, 65 habitants en 2006)
- Malenga-Nagsoré (3 340 habitants en 2003, 3 990 habitants en 2006)
- Malenga-Yarcé (1 103 habitants en 2003, 1 228 habitants en 2006)
- Milla (481 habitants en 2003, 543 habitants en 2006)
- Moaga (397 habitants en 2003, 303 habitants en 2006)
- Naba-Sougdin (404 habitants en 2003, 697 habitants en 2006)
- Nama (792 habitants en 2003, 805 habitants en 2006)
- Ningaré (2 160 habitants en 2003, 2 648 habitants en 2006)
- Ouamné (556 habitants en 2003, 611 habitants en 2006)
- Ouanagou (1 065 habitants en 2003, 1 031 habitants en 2006)
- Ouéguédo (1 194 habitants en 2003, 1 366 habitants en 2006)
- Ouéguédo-Peulh (130 habitants en 2003, 30 habitants en 2006)
- Ouéguédo-Yarcé (179 habitants en 2003, 193 habitants en 2006)
- Ouéloghin (ou Ouéloguin) (1 961 habitants en 2003, 2 178 habitants en 2006)
- Ounzéogo (2 241 habitants en 2003, 2 228 habitants en 2006)
- Ounzéogo-Peulh (147 habitants en 2003, 70 habitants en 2006)
- Ouréma (1 192 habitants en 2003, 1 074 habitants en 2006)
- Piougou (228 habitants en 2003, 934 habitants en 2006)
- Piroukou (1 354 habitants en 2003, 1 790 habitants en 2006)
- Pouswaka (1 527 habitants en 2003, 839 habitants en 2006)
- Pouswaka-Peulh (792 habitants en 2003, 110 habitants en 2006)
- Sabtenga (3 314 habitants en 2003, 5 076 habitants en 2006)
- Sago (389 habitants en 2003, 470 habitants en 2006)
- Sampa (684 habitants en 2003, 887 habitants en 2006)
- Sasséma (2 197 habitants en 2003, 1 074 habitants en 2006)
- Sasséma-Peulh (181 habitants en 2003, 1 172 habitants en 2006)
- Sébrétenga (494 habitants en 2003, 631 habitants en 2006)
- Sébrétenga Dé Godin (ou Sébrétenga de Godin) (1 093 habitants en 2003, 853 habitants en 2006)
- Sigriyaoghin (896 habitants en 2003, 1 051 habitants en 2006)
- Silmiougou (685 habitants en 2003, 691 habitants en 2006)
- Soné (282 habitants en 2003, 238 habitants en 2006)
- Sorbin (297 habitants en 2003, 734 habitants en 2006)
- Soumagou (1 074 habitants en 2003, 1 106 habitants en 2006)
- Tenonghin (ou Ténonguin) (1 264 habitants en 2003, 1 083 habitants en 2006)
- Tenonghin-Peulh (ou Ténonguin-Peulh) (637 habitants en 2003, 1 112 habitants en 2006)
- Teodouré (ou Téodouré) (337 habitants en 2003, 288 habitants en 2006)
- Tisselin (1 242 habitants en 2003, 537 habitants en 2006)
- Tisselin-Yarcé (167 habitants en 2003, 232 habitants en 2006)
- Toghin (641 habitants en 2003, 684 habitants en 2006)
- Vag-Vaguin (1 366 habitants en 2003, 1 471 habitants en 2006)
- Zabatorla (522 habitants en 2003, 485 habitants en 2006)
- Zaka (896 habitants en 2003, 849 habitants en 2006)
- Zandoubré (261 habitants en 2003, 328 habitants en 2006)
- Zano (1 543 habitants en 2003, 1 478 habitants en 2006)
- Zéké (872 habitants en 2003, 908 habitants en 2006)
- Zoromdougou (264 habitants en 2003, 269 habitants en 2006)